# Język bankon
Język bankon (abo, bo) – zagrożony wymarciem język bantu, używany w Kamerunie, w Regionie Nadmorskim. W 2001 roku posługiwało się nim 12 tys. osób.